# Ambroise de Boissieu
Sabin Joseph Edmond de Boissieu, en religion Ambroise de Boissieu, né le 10 mars 1863 à Paris et mort le 3 septembre 1950 à Levallois-Perret, est un prêtre et écrivain français.

## Biographie
Il est le fils d'Hippolyte-André de Boissieu, chef de bureau à la maison de l'Empereur et chef de la division des Palais nationaux, et d'Alice de Salvaing de Boissieu.
Ordonné prêtre le 21 mai 1888 à Corbara pour l'Ordre des Prêcheurs, il est directeur de l'externat Saint-Dominique, religieux du couvent du Saint-Sacrement à Paris.

## Œuvres
- Béthanie, les Madeleines réhabilitées - 1929
- Le père de Foucauld - 1945
- Le Rosaire et la messe, méditations eucharistiques - 1943
- Le Message de Fénelon - 1943
- Le Rosaire et notre vie quotidienne, sept séries de méditations - 1941
- Sainte Thérèse de Lisieux, essai de psychologie surnaturelle - (1939
- La Patience enseignée par les saints - 1926
- La Vie intérieure chez les chrétiens consacrés aux oeuvres - 1925
- Allocution prononcée par Monsieur l'abbé de Boissieu, à l'occasion du mariage du vicomte Alain de Keroüartz avec Mademoiselle Marie-Thérèse de Laubilly, en l'Eglise Saint-Pierre du Gros-Caillou à Paris, le 19 juin 1920 - 1920
- La Préparation eucharistique de l'enfant - 1911